# セルカニアス・ビルバオ
セルカニアス・ビルバオ(スペイン語: Cercanías Bilbao)は、スペイン・バスク州ビスカヤ県ビルバオを中心とするビルバオ都市圏で運行されている通勤列車ネットワークである。ビルバオを中心として、近郊のバラカルド、セスタオ、バサウリ、ポルトゥガレテ、サントゥルツィ、ウルドゥニャ/オルドゥニャなどを結んでいる。バスク語ではビルボコ・アルドリアク (Bilboko Aldiriak)。
セルカニアス・マドリードやセルカニアス・バルセロナなどと同様に、レンフェ（スペイン国鉄）の一部であるセルカニアスによって運行されている。C-1、C-2、C-3、C-4の4路線からなり、すべての路線がビルバオ市中心部にあるビルバオ＝アバンド駅を起点としている。C-1とC-2はビスケー湾（ネルビオン川の河口）に向かうが、C-3はビルバオの自治体境を超えてビルバオ都市圏に達する。セルカニアスはメトロ・ビルバオ（地下鉄）、バスク鉄道（通勤鉄道）、スペイン狭軌鉄道(FEVE)、ビルバオ・トラム（路面電車）、バスターミナルと接続している。

## 路線
| 路線 | 始発駅     | 終着駅           | 駅数 | 総駅数 | 運行会社     |
| ---- | ---------- | ---------------- | ---- | ------ | ------------ |
|      | アバンド駅 | サントゥルツィ駅 | 14駅 | 14駅   | セルカニアス |
|      | アバンド駅 | ムスキス駅       | 18駅 | 9駅    | セルカニアス |
|      | アバンド駅 | ウルドゥニャ駅   | 22駅 | 21駅   | セルカニアス |
|      | アバンド駅 | バルマセダ       | 20駅 | 19駅   | セルカニアス |

### 運行間隔

現行の路線網

出典 : 公式サイト
- - 早朝・深夜は2本/1時間、ピーク時は3本/1時間
- - 早朝・深夜は2本/1時間、ピーク時は3本/1時間
- - 早朝・深夜は2本/1時間、ピーク時は4本/1時間
- - 早朝・深夜は1本/1時間、ピーク時は2本/1時間

## 駅一覧
| - アバンド駅 乗換 : メトロ - サバルブル駅 - アメツォラ駅 - アウトノミア駅 - サン・マメス駅 乗換 : メトロ - オラベアガ駅 - ソローツァ駅 - ルツァナ＝バラカルド駅 - バラカルド駅 - セスタオ駅 - ラ・イベリア駅 - ポルトゥガレテ駅 - ペニョータ駅 - サントゥルツィ駅 | - アバンド駅 乗換 : メトロ - サバルブル駅 - アメツォラ駅 - アウトノミア駅 - サン・マメス駅 乗換 : メトロ - オラベアガ駅 - ソローツァ駅 - ルツァナ＝バラカルド駅 - バラカルド駅 - ガリンド駅 - トラパガ駅 - バジェ・デ・トラパガ＝トラパガラン駅 - ウリオステ駅 - サグラダ・ファミリア駅 - オルトゥエジャ駅 - ガジャルタ駅 - プエチェラ駅 - ムスキス駅 | - アバンド駅 乗換 : メトロ - ミリビジャ駅 - ラ・ペーニャ駅 - オリャルガン駅 - ビデビエタ＝バサウリ駅 - バサウリ駅 - アバオラ＝サン・ミゲル駅 - アリゴリアガ駅 - ウガオ＝ミラバジェス駅 - バキオラ駅 - アラクンディアガ駅 - アリビデ駅 - アラカルド駅 - アレタ駅 - ジョディオ駅 - ルイアンド駅 - サルビオ駅 - アムリオ駅 - イニャラチュ駅 - ウルドゥニャ駅 |

## ギャラリー

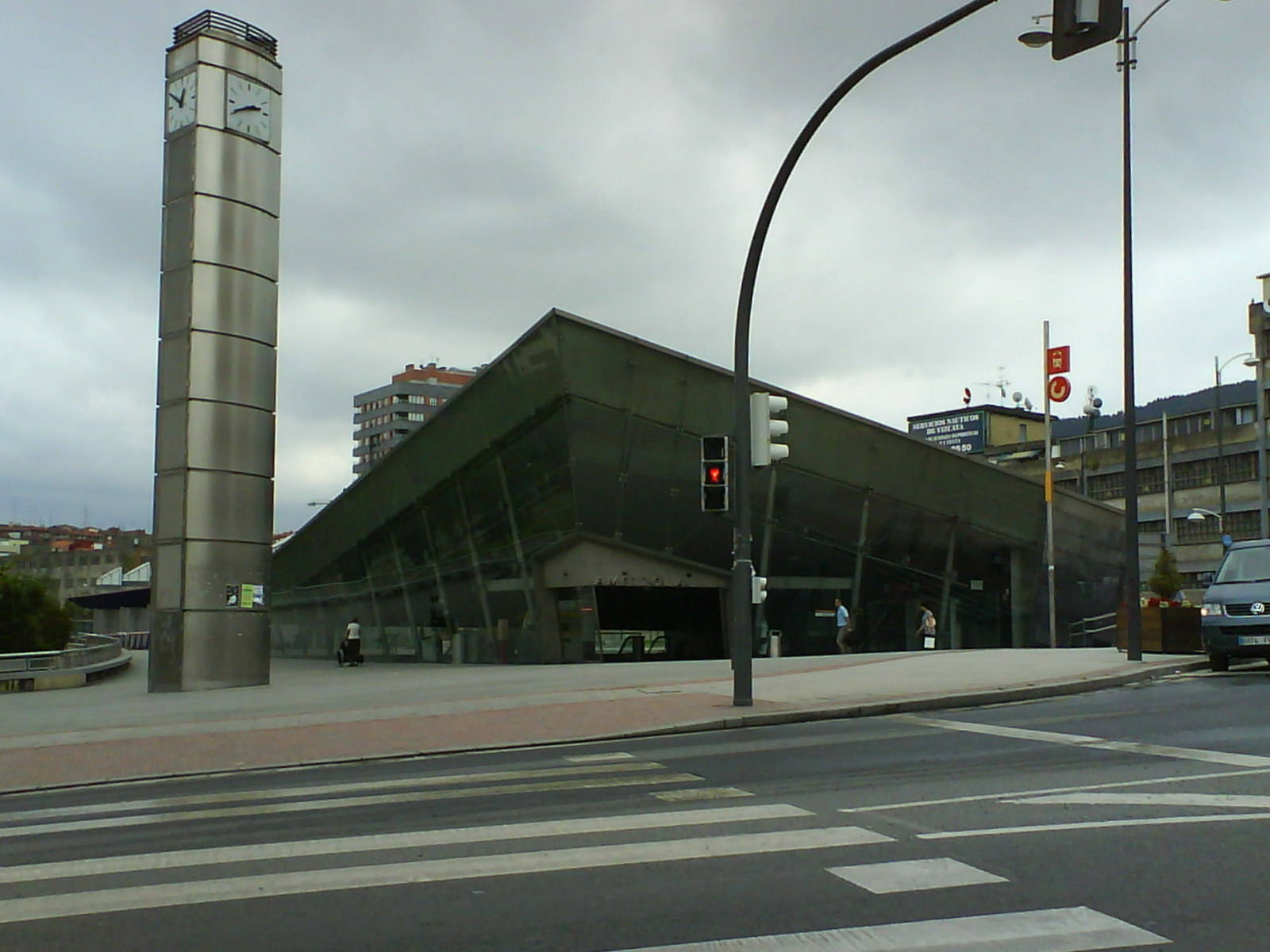
アメツォラ駅
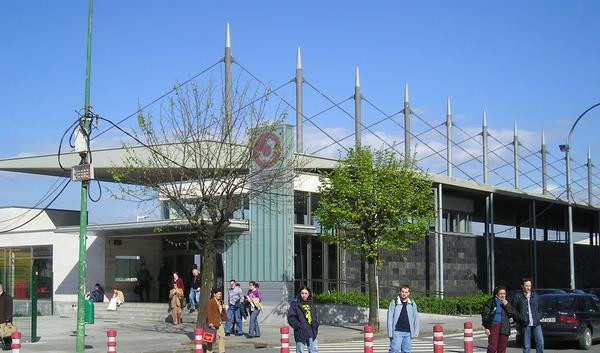
サントゥルツィコ駅
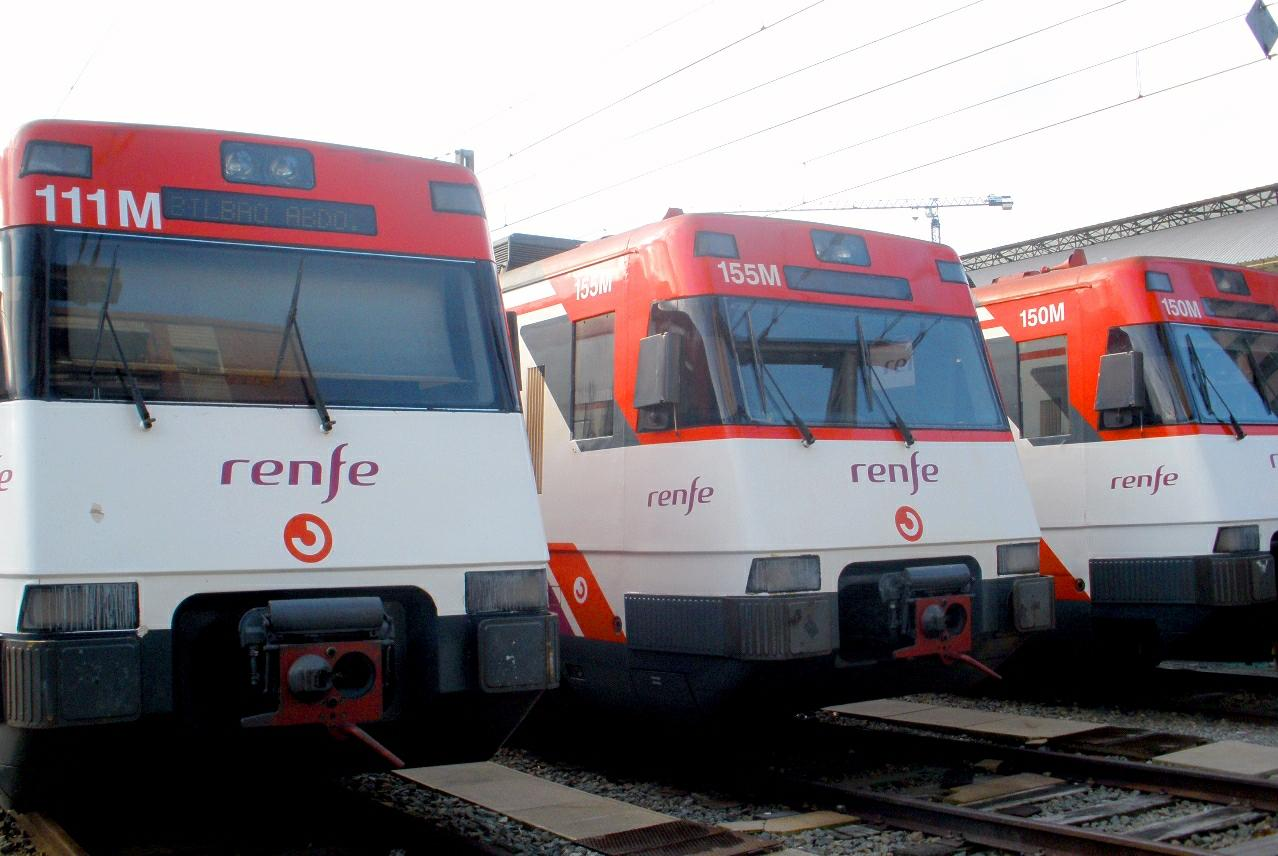
ビルバオ＝アバンド駅に停車中のUT446